# Biliwzi (Dnister)
Biliwzi (ukrainisch Білівці; russisch Беловцы Belowzy, rumänisch Beleuți) ist ein Dorf in der ukrainischen Oblast Tscherniwzi mit etwa 1100 Einwohnern (2001).
Biliwzi war bis 2018 die einzige Ortschaft der gleichnamigen Landratsgemeinde im Südosten des Rajon Chotyn. Die Ortschaft liegt auf einer Höhe von 186 m 20 km südlich vom Rajonzentrum Chotyn und etwa 50 km nordöstlich vom Oblastzentrum Czernowitz.
Am 9. Juli 2018 wurde das Dorf ein Teil neu gegründeten Stadtgemeinde Chotyn im Rajon Chotyn, bis dahin bildete es die Landratsgemeinde Biliwzi (Біловецька сільська рада/Bilowezka silska rada) im Südosten des Rajons.
Seit dem 17. Juli 2020 ist der Ort ein Teil des Rajons Dnister.
Das erstmals 1552 schriftlich erwähnte Dorf (eine weitere Quelle nennt das Jahr 1459) hatte 1886 eine Anzahl von 966 Einwohnern und 1904 lebten 1530 Menschen im Dorf.

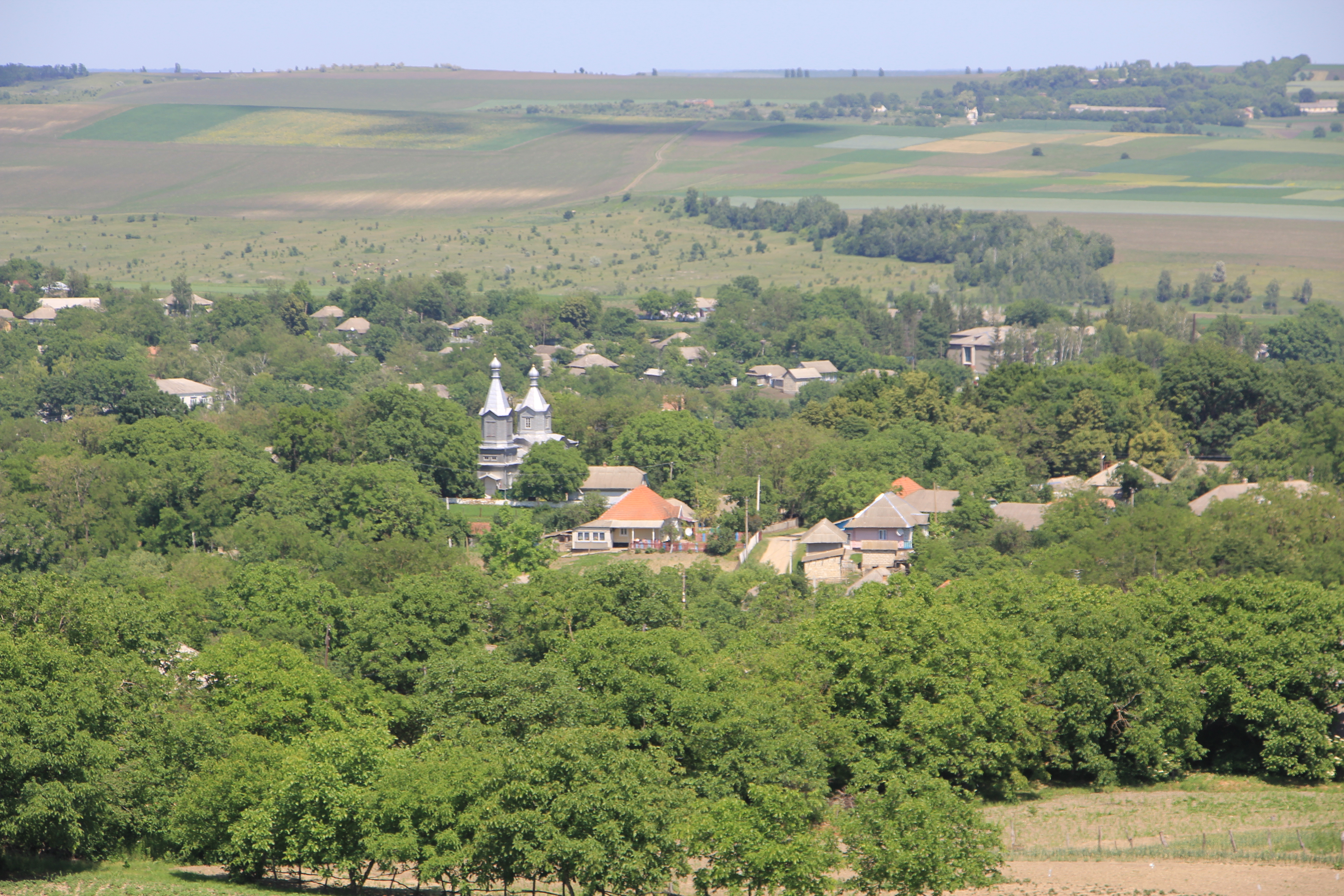
Ortsansicht
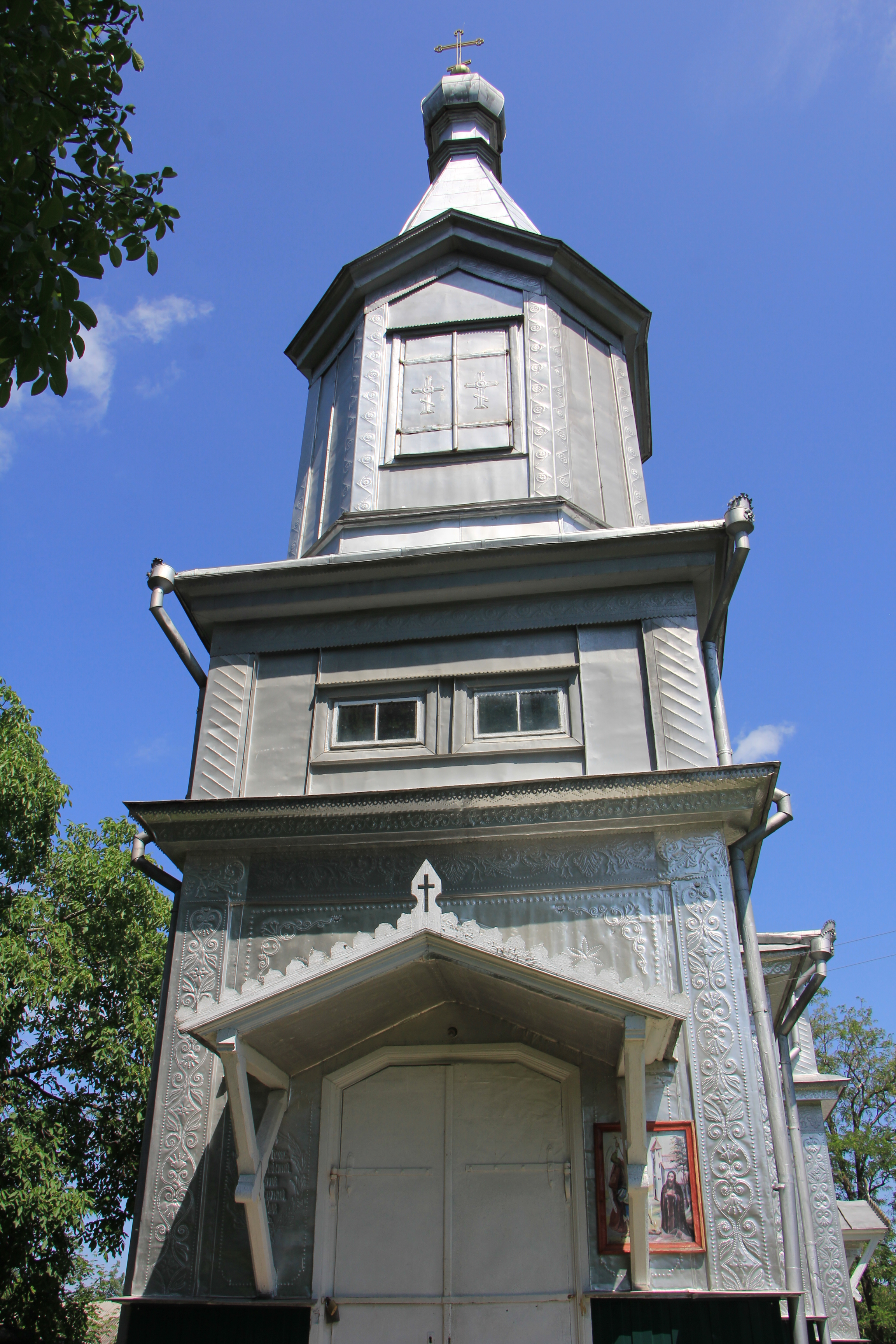
Kirchturm in Biliwzi
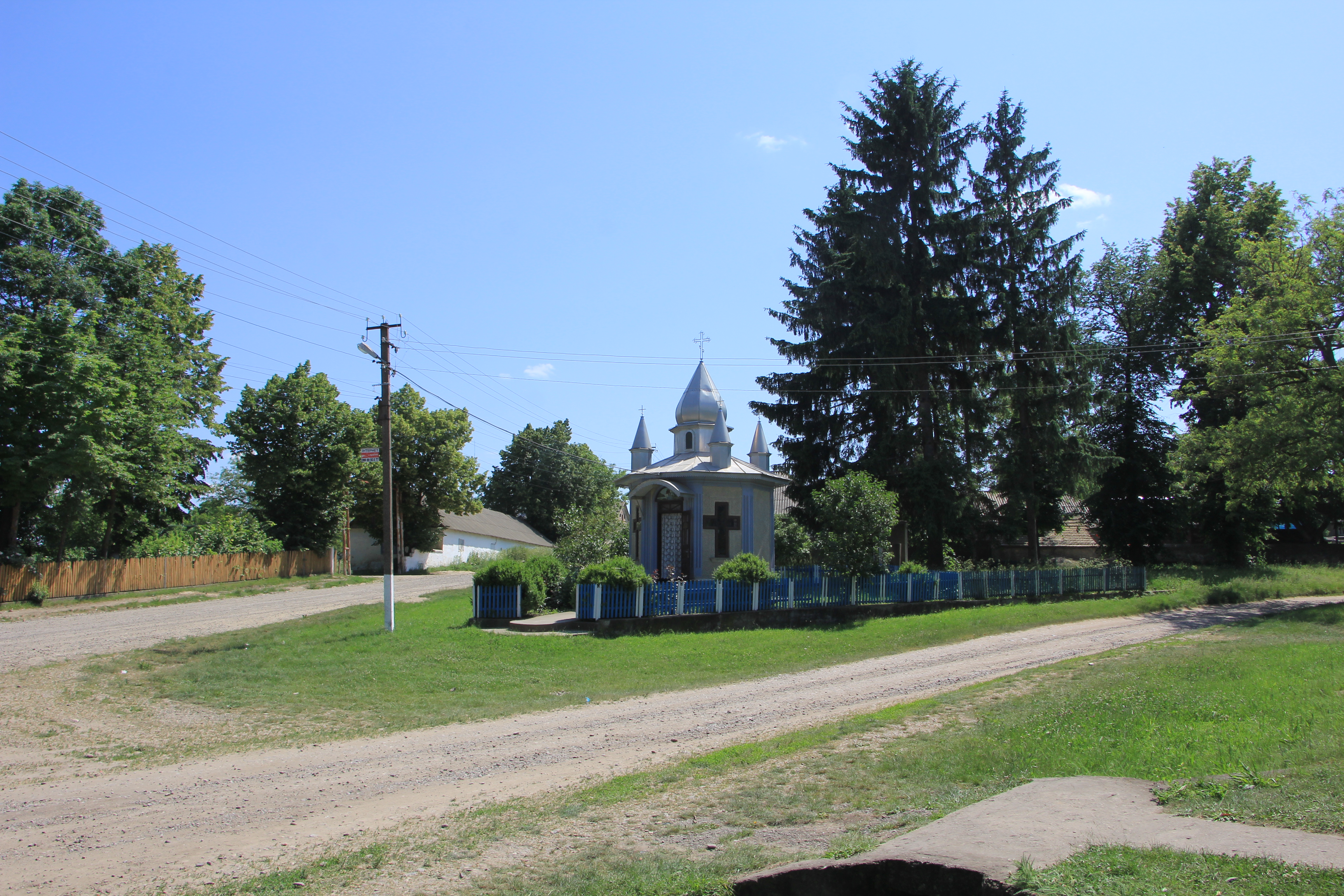
Weggabelung im Dorf